# Riszto Jankov
Riszto Jankov (macedónul: Ристо Јанков; Szkopje, 1998. szeptember 5. –) macedón válogatott labdarúgó, a Politehnica Iași játékosa.

## Pályafutása

### Klubcsapatokban
A Rabotnicski korosztályos csapataiban nevelkedett, majd itt mutatkozott be a felnőttek között, 2017-ben kölcsönben rövid ideig megfordult a Lokomotiva Szkopje csapatánál. 2018. február 24-én mutatkozott be a Rabotnicski csaptában az első osztályban az FK Vardar ellen 2–1-re megnyert mérkőzésen. 2022 februárjában a kazak Kaszpij csapatába igazolt. Júniusban a román Politehnica Iași csapata szerződtette.

### A válogatottban
Többszörös korosztályos válogatott. 2021 februárjában került először be a felnőtt válogatott keretébe, amely Liechtenstein és Németország ellen készült fel. Március 28-án a kispadon kapott lehetőséget Liechtenstein ellen 5–0-ra megnyert mérkőzésen. 2021 májusában bekerült az Európa-bajnokságra utazó keretbe.

## Statisztika

### Válogatott
| Macedónia | Macedónia       | Macedónia |
| Év        | Pályára lépések | Gólok     |
| --------- | --------------- | --------- |
| 2021      | 0               | 0         |
| Összesen  | 0               | 0         |

## Sikerei, díjai
- Politehnica Iași
  - Román másodosztály: 2022–23